# Уилям Келин
 Уилям Джордж Келин (на английски: William George Kaelin) е американски лекар.

## Биография
Роден е на 23 ноември 1957 година в Ню Йорк. През 1982 година завършва медицина в Университета „Дюк“. След стаж по вътрешни болести в Университета „Джонс Хопкинс“, започва научна работа в Раковия институт „Дейна-Фарбър“. Изследванията му са в областта на наследствените форми на рак и на тумор-супресорите. От 2002 година преподава и в Медицинското училище на Харвард.
През 2019 година Келин, заедно с Грег Семенза и Питър Ратклиф, получава Нобелова награда за физиология или медицина „за откритията им за начините, по които клетките усещат и се адаптират към наличието на кислород“.